# Lichtenštejnský fotbalový pohár
Lichtenštejnský fotbalový pohár je fotbalová soutěž klubů v Lichtenštejnsku, vítěz se kvalifikuje do předkol Konferenční ligy. První ročník se konal v sezóně 1945/46 a zvítězil v něm FC Triesen. Jde o jedinou fotbalovou soutěž v zemi. 
Nejvíce vítězství v soutěži dosáhl FC Vaduz (50). Soutěž pořádá Lichtenštejnský fotbalový svaz.

## Seznam vítězů dle počtu titulů
Položka Liga označuje ligovou úroveň, kterou klub hraje ve švýcarských ligových soutěžích, protože Lichtenštejnsko nemá vlastní fotbalovou ligu.
| Klub              | Liga | Finále | Vítězství | Prohry |
| ----------------- | ---- | ------ | --------- | ------ |
| FC Vaduz          | 2    | 63     | 50        | 13     |
| FC Balzers        | 4    | 27     | 11        | 16     |
| FC Triesen        | 7    | 18     | 8         | 10     |
| USV Eschen/Mauren | 4    | 23     | 5         | 18     |
| FC Schaan         | 8    | 14     | 3         | 11     |
| FC Ruggell        | 6    | 7      | –         | 7      |
| FC Triesenberg    | 7    | 2      | –         | 2      |